# アンゴ
アンゴ（仏: Angos）は、フランス南西部のオート＝ピレネー県に属するコミューン。

## 地理
県の北部に位置し、県都のタルブから南東へ8km、小郡の中心地のセメアックから南東へ6kmのところにある。広大な丘陵地帯に畑が広がり、道沿いに住居が立ち並んでいる。D817やタルブとサン＝ゴドンを結ぶA64などの幹線道路が通っているため、アクセスはよい。

## 行政
- 市長：ジャン＝クリスチャン・アマール（Jean-Christian Amare、2001年3月から）

## 人口の推移
| 1962年 | 1968年 | 1975年 | 1982年 | 1990年 | 1999年 | 2006年 | 2007年 |
| ------ | ------ | ------ | ------ | ------ | ------ | ------ | ------ |
| 117    | 117    | 115    | 173    | 201    | 203    | 228    | 237    |

INSEEより。